# Sexto Coceyo Vibiano
Sexto Coceyo Vibiano (en latín: Sextus Cocceius Vibianus) fue un senador romano que vivió a finales del siglo II y principios del siglo III, y desarrolló su cursus honorum bajo los reinados de Cómodo, Pertinax, Didio Juliano, Septimio Severo, y Caracalla. Fue cónsul sufecto alrededor del año 198 junto con Gayo Julio Escápula Lépido Tértulo.

## Familia
Era miembro de la Gens Coceya, descendiente del emperador Nerva y nieto de Sexto Coceyo Severiano Honorino, cónsul sufecto en el año 147.

## Carrera política
Su único cargo cargo conocido con relativa seguridad fue el de Procónsul de la provincia de África que ejerció alrededor de los años 193-217 bajo los reinados de Septimio Severo, y menos probablemente el de su hijo, Caracalla.